# Oskar Hagen (Kunsthistoriker)

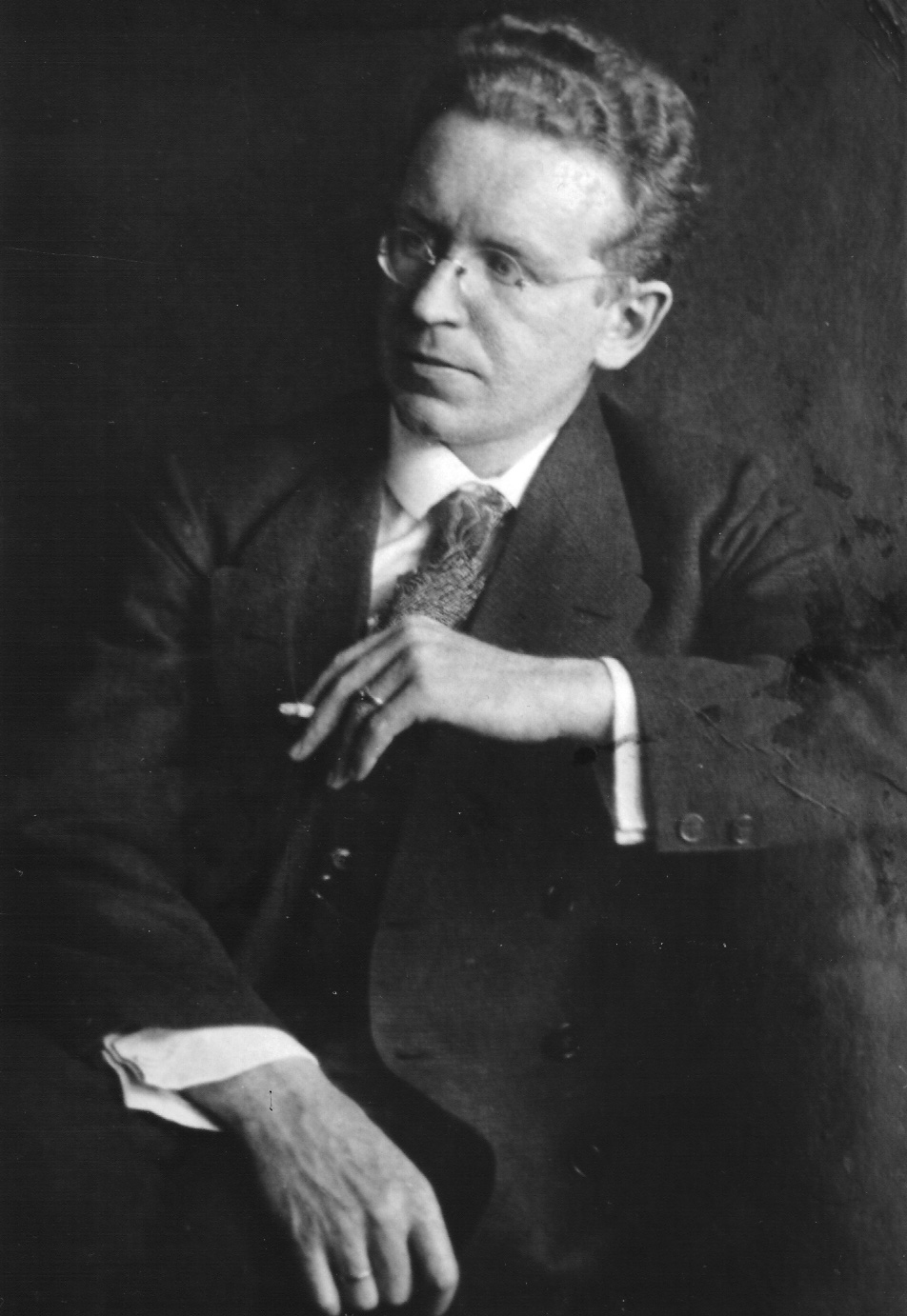
1922

Oskar Frank Leonhard Hagen (* 14. Oktober 1888 in Wiesbaden; † 5. Oktober 1957 in Madison, Wisconsin) war deutscher Kunsthistoriker und Begründer der Händel-Festspiele in Göttingen.

## Leben
Hagen studierte ab 1908 Musikwissenschaft und Kunstgeschichte. 1913 zog er nach Halle (Saale) um und promovierte dort 1914. Nach seiner Habilitation 1918 war er in Göttingen als Dozent für Kunstgeschichte tätig. Als Amateurmusiker war er dort der erste, der nach fast zweihundert Jahren wieder eine Oper Georg Friedrich Händels auf die Bühne brachte. Mit von ihm bearbeiteter Musik und deutschem Text wurden Rodelinde (1920), Otto und Theophano (1921) und Julius Caesar (1922) aufgeführt.
Seine beiden wichtigsten Werke als Kunsthistoriker waren Matthias Grünewald (1919) und Deutsches Sehen (1920), die beide mehrere Neuauflagen erfuhren.
1924 erhielt Hagen eine Berufung nach Madison in den USA. In englischer Sprache erschienen Patterns and Principles of Spanish Art (1936) und The Birth of the American Tradition in Art (1940).
Hagen war verheiratet mit Thyra Leisner und ist der Vater von Holger Hagen und Uta Hagen.